# Marek Stuchlý
Marek Stuchlý (* 12. května 1975) je český basketbalista hrající Národní basketbalovou ligu za tým BK NH Ostrava. Hraje na pozici křídla.
Je vysoký 201 cm, váží 92 kg. Má přezdívku Mahel a podle některých hráčů i starý pes. Má syna Marka, který se také věnuje basketbalu.

## Kariéra
- 1998 - 2000 : BK NH Ostrava
- 2000 - 2004 : BK Opava
- 2004 - 2007 : BK Prostějov
- 2008 - 2011 : BK NH Ostrava

## Statistiky
| Sezóna   | Soutěž      | Odehrané minuty | Průměr na zápas | Body | Průměr na zápas |
| -------- | ----------- | --------------- | --------------- | ---- | --------------- |
| 1998/99  | Mattoni NBL | 1215.7          | 28.9            | 547  | 13.0            |
| 1999/00  | Mattoni NBL | 999.2           | 31.2            | 511  | 16.0            |
| 2000/01  | Mattoni NBL | 1107.8          | 24.6            | 580  | 12.9            |
| 2001/02  | Mattoni NBL | 854.4           | 19.9            | 493  | 11.5            |
| 2002/03  | Mattoni NBL | 1342.1          | 29.2            | 714  | 15.5            |
| 2003/04  | Mattoni NBL | 1067.2          | 29.6            | 598  | 16.6            |
| 2003/04  | Český pohár | 32.8            | 32.8            | 27   | 27.0            |
| 2004/05  | Mattoni NBL | 1230.3          | 30.8            | 674  | 16.9            |
| 2004/05  | Český pohár | 60.4            | 30.2            | 23   | 11.5            |
| 2005/06  | Mattoni NBL | 1054.9          | 25.1            | 615  | 14.6            |
| 2005/06  | Český pohár | 24.1            | 24.1            | 13   | 13.0            |
| 2006/07* | Mattoni NBL | 512.3           | 21.3            | 258  | 10.8            |
| 2005/06  | Český pohár | 59.3            | 29.7            | 31   | 15.5            |

 *Rozehraná sezóna - údaje k 22.3.2007 